# Ein Engel in der Weihnachtszeit
Ein Engel in der Weihnachtszeit ist ein Weihnachtslied der deutschen Schlagerband Wolkenfrei aus dem Jahr 2015, die allerdings nur noch durch die Sängerin Vanessa Mai verkörpert wurde, nachdem Marc Fischer und Stefan Kinski Anfang des Jahres die Band verlassen hatten.

## Entstehung und Artwork
Geschrieben wurde das Lied gemeinsam von Olaf Bossi, Felix Gauder und Alexandra Kuhn. Gauder zeichnete zudem auch für die Produktion verantwortlich.
Alle drei Autoren begannen mit der Albumproduktion zu Endlos verliebt (Februar 2014) beziehungsweise der Debütsingle Jeans, T-Shirt und Freiheit (Juli 2013) eine langjährige Zusammenarbeit mit der Band und zu Teilen auch mit Sängerin Vanessa Mai, über das Ende des Bandprojektes hinaus. So waren alle drei nicht nur an der Produktion des Debütalbums beteiligt, sondern auch hiermit am Nachfolgealbum Wachgeküsst (Juli 2015). Gauder war darüber hinaus auch an der Produktion von Mais Soloalben Regenbogen (August 2017) und Schlager (August 2018) beteiligt. Im März 2023 waren Bossi und Gauder zudem Teil der Produktion zu Hotel Tropicana, einem Wolkenfrei-Projekt, das von Mai alleine umgesetzt wurde.
Auf dem Frontcover der Single ist – neben Liedtitel und Interpretenangabe – eine Weihnachtskugel, vor einem gold-funkelnden Hintergrund, zu sehen.

## Veröffentlichung und Promotion
Die Erstveröffentlichung von Ein Engel in der Weihnachtszeit erfolgte als Single am 18. Dezember 2015 bei Ariola. Diese erschien als digitaler Einzeltrack zum Download und Streaming (Katalognummer: 886445575149). Der Vertrieb erfolgte durch Sony Music Entertainment, verlegt wurde das Lied durch AFM Publishing, OneTwoFour Publishing und den Rudi Schedler Musikverlag.
Um das Lied zu bewerben, erfolgte unter anderem ein Liveauftritt zur Hauptsendezeit in der MDR-Musikshow Weihnachten bei uns am 19. Dezember 2015.

## Hintergrund
Bei Ein Engel in der Weihnachtszeit handelt es sich um Wolkenfreis beziehungsweise Vanessa Mais erste Film- und Tonaufnahmen mit Bezug auf Weihnachten. In den Folgejahren erschienen diverse weitere Weihnachtssingles: Stille Nacht, heilige Nacht (Dezember 2016), Letzte Weihnacht (Dezember 2017), Zuhause (Christmas Time) (November 2020) und Schneemann (November 2024). Im Zuge der Singleveröffentlichung von Zuhause (Christmas Time) erschien auch die Dokumentation Zuhause (Eine Mainachtsgeschichte) sowie die Show Staying Home for Christmas mit Vanessa Mai.

## Inhalt
| „Einen Engel in der Weihnachtszeit. Der um die ganze Erde reist (Wo-oh-oh). Der Liebe in die Herzen bringt (Wo-oh-oh). Und Frieden überall. Einen Engel in der dunklen Zeit. Ein Licht der Hoffnung aus der Ewigkeit (Wo-oh-oh). Komm zu uns in diesem Jahr (Wo-oh-oh). Mach die kleinen und die großen Wünsche wahr.“ – Refrain, Originalauszug | Der Liedtext zu Ein Engel in der Weihnachtszeit ist in deutscher Sprache verfasst und stammt von Olaf Bossi, Felix Gauder und Alexandra Kuhn. Alle Texter waren zugleich für die Komposition zuständig und komponierten die Musik in Cis-Dur mit 120 Schlägen pro Minute. Musikalisch bewegt sich das Lied in den Bereichen der Popmusik und des Schlagers, stilistisch im Bereich des Popschlagers. Inhaltlich besingt die Protagonistin die Freuden und das Glücklichsein an ihrem eigenen Weihnachtsfest („Wie glücklich ich doch bin. Ich bin dankbar, alle feiern heut mit mir“) und ihrem Wunsch danach („Und darum wünsch’ ich mir“), dass es doch einen Engel gebe (Einen Engel in der Weihnachtszeit), der um die ganze Welt reise („Der um die ganze Erde reis“), Liebe in die Herzen aller Menschen bringe („Der Liebe in die Herzen bringt“) und Frieden überall auf der Welt sorge („Und Frieden überall“). |

Aufgebaut ist das Lied aus zwei Strophen, einem Refrain und einem Outro. Es beginnt mit der ersten Strophe, die als Sechszeiler geschrieben wurde. Auf diese folgt erstmals der Refrain, welcher acht Zeilen umfasst. Der gleiche Aufbau wiederholt sich mit der zweiten Strophe. Nach dem zweiten Refrain endet das Lied mit dem Outro, das lediglich nochmals den kompletten Refrain wiederholt sowie die Abschlusszeile „Mach die kleinen und die großen Wünsche wahr“ dabei ein zweites Mal wiederholt.

## Mitwirkende
| Liedproduktion - Olaf Bossi: Komposition, Liedtext - Felix Gauder: Komposition, Liedtext, Musikproduktion - Alexandra Kuhn: Komposition, Liedtext - Vanessa Mai: Gesang | Unternehmen - AFM Publishing: Verlag - Ariola: Musiklabel - OneTwoFour Publishing: Verlag - Rudi Schedler Musikverlag: Verlag - Sony Music Entertainment: Vertrieb |

## Rezeption
Eine Rezensentin vom deutschsprachigen Online-Magazin SchlagerPlanet ist der Meinung, dass Vanessa Mai mit Ein Engel in der Weihnachtszeit auf eine gemütliche Weihnachtszeit einstimme. Sie würde den Hörer hierbei mit ihrer „Engelsstimme“ in eine besinnliche „Christmas-Atmosphäre“ bringen.